# Michelangelo Fortuzzi
Michelangelo Fortuzzi (né le 23 janvier 2001 à Erlangue en Allemagne) est un acteur allemand. Il est principalement connu pour avoir interprété  Benno dans la série télévisée Moi, Christiane F.  et Matteo dans la série  Druck, adaptation allemande de la série norvégienne Skam.

## Carrière
Il commence sa carrière en 2013 dans différentes productions allemandes.
En 2018, il obtient le premier rôle dans le téléfilm Alles Isy dans lequel il incarne un adolescent qui se sent coupable après le viol de sa meilleure amie. Il reçoit un prix de la telévision allemande pour ce rôle.
Il participe ensuite à la série  Druck, adaptation allemande de la série norvégienne Skam.
En 2021, il interprète  Benno dans la série  Moi, Christiane F. .

## Vie privée
Son père Alberto Fortuzzi est acteur et metteur en scène et son frère aîné Valentino est également acteur.
Il est bilingue Allemand et italien .

## Filmographie[6]

### Cinéma

#### Longs métrages
- 2013 : Kopfüber de Bernd Sahling: Maik
- 2016 : Ente gut! de Norbert Lechner : Jeremy
- 2019 : Berlin, I Love You: un adolescent
- 2019 : Un amour au temps du no man's landde Florian Aigner : Andy
- 2020 : Nackte Tiere de Melanie Waelde: Benni
- 2024 : The Waterhouse de Samuel Clemens: Paul
- date inconnue : Am Ende des Sommers de Frauke Lodders : Max (en post-production)

### Télévision

#### Téléfilms
- 2018 : Alles Isyde Mark Monheim: Jonas
- 2018 : Einmal Sohn, immer Sohn de Thomas Jauch : Finn Martens
- 2020 : Sörensen hat Angst de Bjarne Mädel : Ole Kellinghusen

#### Séries télévisées
- 2013 : Pinocchio
- 2016 : Inga Lindström  : Nils (saison 13 – épisode 5)
- 2019 : Brigade du crime : Jonas Moll  (saison 19 – épisode 21)
- 2019 : Notruf Hafenkante: Maja Vogel (Saison 13 – épisode 25)
- 2018 - 2019 : Druck (de):  Matteo Florenzi (31 épisodes)
- 2019 :  Preis der Freiheit  : Ingo Bohla
- 2019 :  MaPa  (Saison 1 – épisodes 1 et 6)
- 2019 : Tatort : Leon Grimminger (saison 1 – épisode 1123)
- 2021 : Moi, Christiane F. : Benno
- 2021 : Tatort : Moritz Leimer (saison 1 – épisode 1224)
- 2023 :  WatchMe - Sex sells : Tim

## Source
- (de) Cet article est partiellement ou en totalité issu de l’article de Wikipédia en allemand intitulé « Michelangelo Fortuzzi » (voir la liste des auteurs).